# 藤田みりあ
藤田 みりあ（ふじた みりあ、1998年6月15日 - ）は、日本の元タレント。
2017年1月10日に所属していた芸能プロダクションを学業に専念するため退社。2021年に明治学院大学社会学部を卒業。

## 略歴
- 雑誌【ニコ⭐︎プチ】の専属モデルを務める。
- ライジングプロダクションの新人プロジェクト「NEXT GENERATION」に合格。
- 2011年9月21日、フェアリーズのデビューシングル「More Kiss/Song for You」でメジャーデビュー。
- 2013年2月1日、林田、藤田、下村の98年組によるユニットMスリーの結成を発表。
- 2015年11月18日リリースの、フェアリーズの12作目のシングル「Mr.Platonic」のCDのみの【藤田みりあver.】のカップリング曲において、初ソロ曲「Tough Girls」を収録。
- 2015年12月4日、『マネーの天使〜あなたのお金、取り戻します!〜』で、テレビドラマ初出演[4]。
- 2017年1月10日、学業（明治学院大学社会学部在学）に専念するために芸能活動を終了することを発表[1][2][3]。
- 2018年11月3日、ミス明治学院に選ばれる[5][6][7]。
- 2024年6月、結婚を発表した[8][9]。

## 出演

### テレビドラマ
- マネーの天使〜あなたのお金、取り戻します!〜（2016年1月7日 - 3月24日、読売テレビ・日本テレビ系） - 武蔵川華子 役

### 映画
- ホラーの天使（2016年） ※沖縄国際映画祭上映作品

### バラエティ
- あざとくて何が悪いの?（2022年3月12日、テレビ朝日） -

### インターネット番組
- アイドルもういっちょ！（2016年3月25日・3月28日、auヘッドライン）
- Mスリーなんです！！！（生テレ）

### イベント
- 東京キッズガールズコレクションA/W（2011年）

### スマホアプリ
- 週刊ジョージア「妄想彼女」（2015年7月13日、KADOKAWA）

## 書籍

### 雑誌
- ニコ☆プチ（2010年8月号、新潮社）専属モデル
- popsy cham イメージモデル
- Popteen（2015年7月号、角川春樹事務所）

### 小説
- エンジェル文庫「咲き誇れYouth!」（2014年5月23日、小学館）カバーモデル
- ピンキー文庫「いつも一緒。」（2013年3月22日、集英社）カバーモデル